# Kolumbia na Letnich Igrzyskach Olimpijskich 2000
Kolumbię na XXVII Letnich Igrzyskach Olimpijskich w Sydney reprezentowało 44 sportowców (19 kobiet i 25 mężczyzn) w 13 dyscyplinach. Był to 15 start Kolumbijczyków na letnich igrzyskach olimpijskich. Zdobyty medal jest pierwszym złotym w historii występów Kolumbii na letnich igrzyskach. 

## Zdobyte medale
| Medal | Zawodnik             | Dyscyplina sportowa  | Konkurencja     |
| ----- | -------------------- | -------------------- | --------------- |
| Złoto | María Isabel Urrutia | Podnoszenie ciężarów | do 75 kg kobiet |